# James Crall
James Crall (...) è un ex bobbista statunitense.

## Biografia
Viene ricordato come vincitore di una medaglia di bronzo nella sua disciplina, ottenuta ai campionati mondiali del 1967 (edizione tenutasi a l'Alpe d'Huez, Francia) insieme al connazionale Howard Clifton. Nell'edizione l'oro andò alla nazionale austriaca, l'argento a quella italiana.